# Jasná
Jasná is een klein dorp in het midden van Slowakije in het lage Tatragebergte. De plaats is onderdeel van de gemeente Demänovská Dolina.
Bij het dorp ligt het grootste skigebied van Slowakije. Dit gebied ligt aan beide zijden van de berg Chopok (2024 meter hoog). Het is een gevarieerd skigebied met makkelijke blauwe pistes voor de beginners, een uitgebreid aanbod van rode pistes voor de gevorderde skiërs en voor de liefhebbers is er zelfs een volledige freeride-zone aan de achterkant van Chopok. Zahradky (6-zetellift) & biela put (4-zetellift) zijn de twee grootste gebieden van het hele gebied.

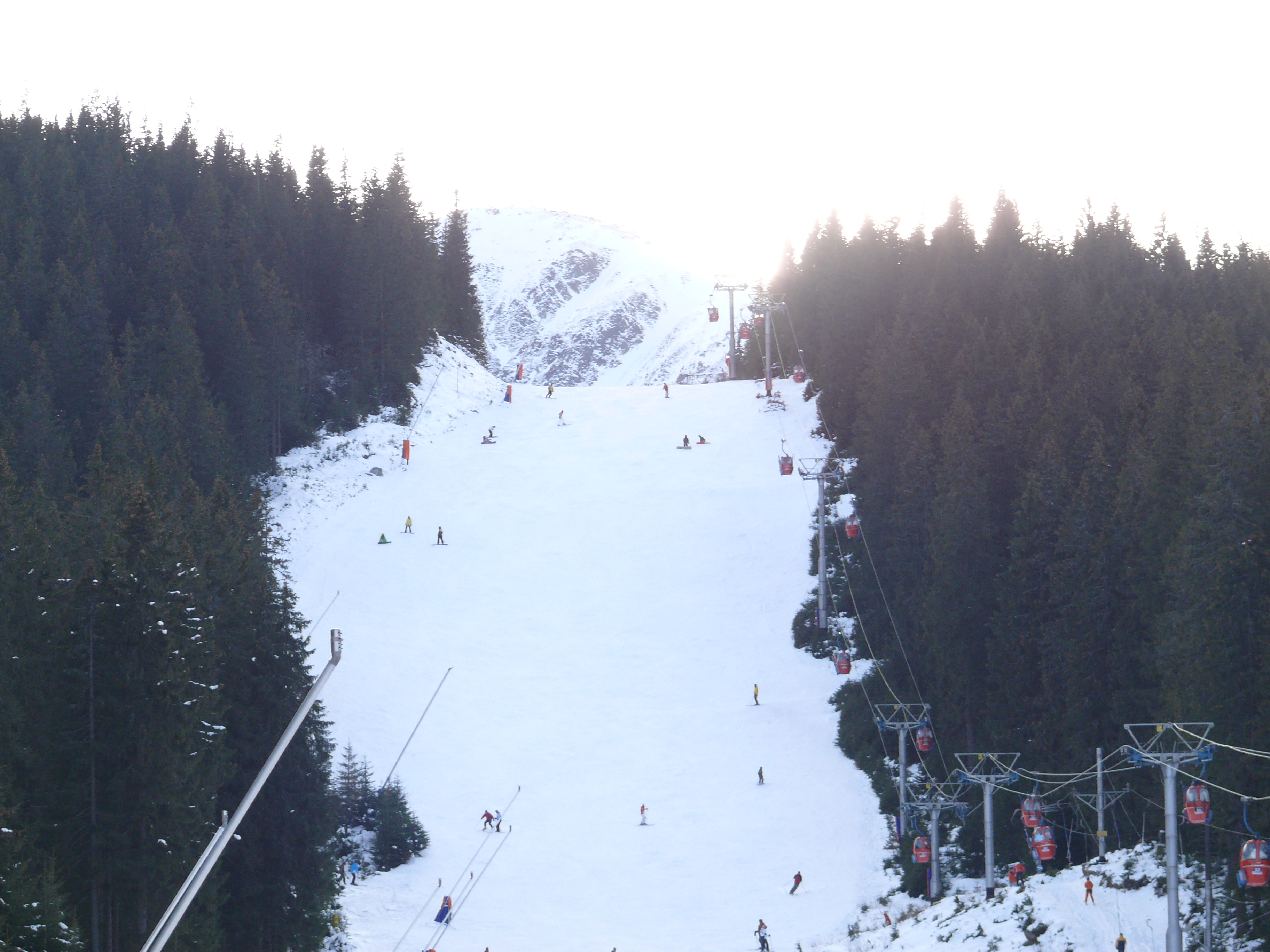
Skigebied in Jasná